# Štěpánovice (district de Brno-Campagne)
Pour les articles homonymes, voir Štěpánovice.
Štěpánovice (en allemand : Stiepanowitz) est une commune du district de Brno-Campagne, dans la région de Moravie-du-Sud, en République tchèque. Sa population s'élevait à 509 habitants en 2020.

## Géographie
Štěpánovice est arrosée par la Svratka et se trouve à 4 km au nord-ouest du centre de Tišnov, à 26 km au nord-ouest de Brno et à 161 km au sud-est de Prague.
La commune est limitée par Borač au nord-ouest, par Lomnice au nord et au nord-est, par Lomnička à l'est, par Předklášteří au sud, et par Dolní Loučky et Kaly à l'ouest.

## Histoire
La première mention écrite de la localité date de 1589.
En 1899, une unité de pompiers volontaires est créée au sein de la commune.
En 1924, l'école, la chapelle Sainte-Anne ainsi que le moulin de la commune étaient situés au centre de celle-ci.

## Culture locale et patrimoine
Les habitants de la commune célèbrent, comme ailleurs en Bohème et en Moravie, la nuit des Walpurgis.
Les 10 ou 11 novembre, la commune organise des célébrations pour la Saint-Martin.